# 丸山昂
丸山 昂（まるやま こう、1920年〈大正9年〉5月17日 - 2011年〈平成23年〉2月1日）は、日本の内務・警察・防衛官僚。

## 人物
東京府出身。東京帝国大学法学部卒業。
1944年（昭和19年）、高等試験（旧国家公務員上級職試験）に合格。昭和19年2月、海軍兵科予備学生（第四期）任命、同年12月海軍少尉任官、海防艦「宇久」配乗となり、終戦まで海上護衛戦に従事。1946年（昭和21年）、内務省入省。警視庁においては外事課長や方面本部長、その後山梨県警本部長を務め、警察庁では長官官房会計課長や警備局参事官、官房長などを歴任。
1972年（昭和47年）のあさま山荘事件では、現場を所轄する長野県警察本部に警察庁から派遣された「幕僚団」の長を務めた（佐々淳行『連合赤軍「あさま山荘」事件』 （文藝春秋、1996年。文春文庫で再刊）に詳しい）。
1973年（昭和48年）、防衛庁に移る。官房長、防衛局長を経て、1976年（昭和51年）7月から1978年（昭和53年）11月まで防衛事務次官を務める。
退官後は、JAF副会長・全国自衛隊父兄会会長、財団法人ディフェンス・リサーチ・センター会長を務めた。

## 丸山昂を演じた俳優
- 串田和美 （突入せよ! あさま山荘事件）